# Physoptychis
Physoptychis là chi thực vật có hoa trong họ Cải.